# ژپیننگک ستژژوسکی
ژپیننگک ستژژوسکی (به لهستانی:  Rzepiennik Strzyżewski) یک روستا در لهستان است که در گمینا ژپیننگک ستژژوسکی واقع شده‌است. ژپیننگک ستژژوسکی ۱٬۴۰۰ نفر جمعیت دارد.